# Ko Pha-ngan
Ko Pha-ngan (în limba thailandeză: เกาะพะงัน; pronunțare: [kɔ̀ʔ pʰā.ŋān]) este o insulă din arhipelagul Samui situat în Golful Thailandei în sud-estul Thailandei în provincia Surat Thani. Ko Pha-ngan este renumită pentru Serbările Lunei Pline (Full Moon Party) pe litoralul Haad Rin sau Hat Rin, care atrag zeci de mii de turiști. Ko Pha-ngan are două insule surori:cea mai mare - Ko Samui, la sud, ;i mai mica Ko Tao la nord. Principala lui localitate este Thong Sala. Altitudinea maximă este de 630 m la Khao Ra. Suprafața insulei este de circa 125kmp, iar populația în anul 2004 era de 11.846 locuitori, din care 5.000 în Thong Sala.  
Perimetrul estimat al insulei este de 40 km (putând fi parcurs în mers pe jos în circa 10 ore). 
Insula se află la 55 km de uscat, 15 km de insula Ko Samui si 35 km de insula Ko Tao.
Accesul în insulă se face pe mare, dar este ușurat de apropierea aeroportului din insula Ko Samui.

## Nume
In thailandeza din sud, Ko înseamnă „insulă”, pha -  „alb”, iar ngan - „plajă de nisip”, deci „Insula nisipului alb.”

## Istoria
Arheologii au găsit o toba antică de bronz , semn de așezăre din epoca bronzului (Cultura Dongson din 500-100 î.e.n.) semne din aceasta epocă fiind depistate  atât pe insula Ko Samui, cât și în Ko Pha-ngan și alte insule. 
Unii cercetători cred că primii locuitori  veniți în număr mai mare pe insulă ar fi fost protomalaezi, Semung sau pigmei musulmani numiți uneori „țiganii mării”. În zilele noastre sunt foarte puțini musulmani în insulă. 
În ultimul secol populația insulei a crescut mult, și s-au dezvoltat în afara de pescuit, creșterea arborilor de cocos și agricultura. Un timp, până în anii 1970 a existat și o industrie minieră. În prezent a luat amploare turismul care a devenit principala ramură economică.
Insula a servit în trecut ca loc favorit de odihnă al regilor Thailandei din Dinastia Chakkri, de pildă regii Rama al V-lea  (Chulalongkorn), Rama al VI-lea, Rama al VII-lea și Rama al IX-lea care au vizitat cascada Tan Sadet.

## Geografie

### Relieful
Topografia insulei o face accesibilă mai ales pe litoral care reprezintă un sfert din suprafața insulei.
De jur imprejurul insulei sunt dune de nisip și recife de corali
Interiorul muntos este în general greu accesibil.  Mai mult de jumătate din insulă, ocupat de păduri tropicale umede cu o faună și floră variată, a fost declarat parc național
Țărmurile insulei sunt în mare parte stâncoase, dar sunt și plaje de nisip alb și golfuri.

### Clima
- ianuarie. 24-29 °C, 144,5 mm precipitații
- februarie. 25-30 °C, 33 mm  precipitații
- martie. 26-31 °C, 50 mm precipitații
- aprilie. 26-32 °C, 86 mm precipitații
- mai. 26-32 °C, 157 mm precipitații
- iunie. 26-32 °C, 93 mm precipitații
- iulie. 25-32 °C, 131 mm precipitații
- august. 25-32 °C, 102 mm precipitații
- septembrie. 25-31 °C, 113 mm precipitații
- octombrie. 25-31 °C, 266 mm precipitații
- noiembrie. 24-29 °C, 526 mm precipitații
- decembrie. 24-29 °C, 203 mm precipitații.

În afara Serbărilor lunare ale lunii pline, insula este în general liniștită, oferă peisaje deosebite.  
Pe insulă se află și numeroase temple budiste, este de asemenea activă o industrie a tratamentelor balneare și a meditațiilor.

## Economia
Economia este dominată de turism, apoi de agricultură și plantații de cocos, pescuit etc.

### Turismul
Multă  vreme majoritatea  turistilor erau muchileros sau backpackers. În ultima vreme s-au creat condiții și pentru turismul de luna de miere și familial.

## Transportul
Vizitatorii ajung aici cu bacul care pleacă de pe continent din trei porturi din provincia Surat Thani.
si unul din Chumphon. O alta posibilitate este bacul de pe insula Ko Samui (Raja Ferry Port)
Din anul 2012 compania Kannithi Aviation (Kan Air) a început proiectul construcției unui aeroport.

Principalul mijloc de transport pe insulă este motocicleta sau scuterul.
Majoritatea drumurilor sunt betonate și cu două benzi. În  parte sunt in condiție proastă - parcurg zona muntoasă, adesea în pantă abruptă și acoperite de un strat de nisip.
Tuk Tuk-urile sunt diferite de cele din Bangkok , iau pasageri prin autostop și sunt prevăzute cu acoperiș și bănci/

## Administrația

### Administrația centrală
Ko Pha-ngan împreună cu Ko Tao și cu alte câteva insule minore formeaza districtu (Amphoe) Ko Pha-ngan. Districtul se divide in trei plasi (subdistricte) numite „tambon”, care, la rândul lor, se împart în 17 comune (muban)
| Nr. | Nume        | Thailandeză | Sate | Pop.   |
| --- | ----------- | ----------- | ---- | ------ |
| 01. | Ko Pha-ngan | เกาะพะงัน    | 08   | 10,094 |
| 02. | Ban Tai     | บ้านใต้       | 06   | 04,865 |
| 03. | Ko Tao      | เกาะเต่า     | 03   | 02,357 |

### Administrația locală
Există patru  „municipalități” subdistrictuale (Thesaban): 
- Ko Pha-ngan (Thai: เทศบาลตำบลเกาะพะงัน) cuprinzând părți din subdistrictele Ko Pha-ngan și Ban Tai.
- Phet Pha-ngan (Thai: เทศบาลตำบลเพชรพะงัน) cuprinzând părți din subdistrictul Ko Pha-ngan.
- Ban Tai (Thai: เทศบาลตำบลบ้านใต้) cuprinzând părți din subdistrictul Ban Tai.
- Ko Tao (Thai: เทศบาลตำบลเกาะเต่า) cuprinzând părți din subdistrictul Ko Tao.

### Istoricul diviziunii administrative
Inițial insula făcea parte din districtul Ko Samui. La 1 octombrie 1970 s-a înființat districtul minor  (king amphoe) format din două tambon Ko Pha-ngan și Ban Tai.
În 1982 a înființat un nou subdistrict minor Ko Tao prin despărțirea a trei comune de subdistrictul Ko Pha-ngan,

## Ecologie
Ramura turismului a deservit in anul 2018 458,000 turiști pe an.Statul se confrunta cu cele 7300 tone de deșeuri solide care se adună în urma acestora pe an.

## Învățământ
In 2012 s-a deschis școala internațională Si Panya destinată băieților și fetelor între 5-12 ani. 
Aceasta școală are programa de învățământ după standardul național britanic.

## Obiective, monumente, atracții turistice
- păduri
- cascade: 
  - Cascada Națională Tan Sadet
- plaje:
  - plaja Rin Nok
  - plaja Tong Nai Pan Yai
  - plaja Tong Nai Pan Noi
- marea

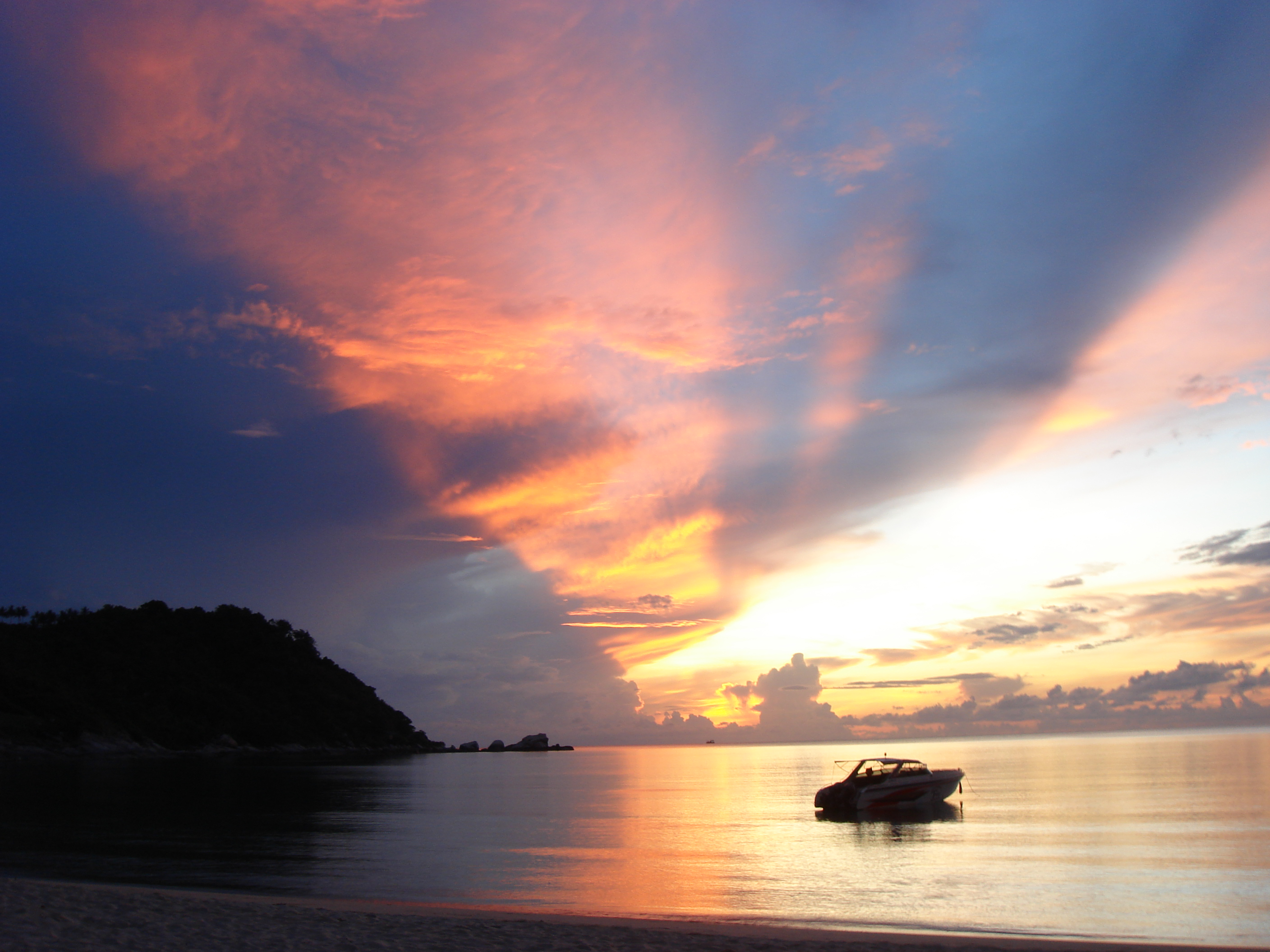
Răsărit de soare pe plaja Thong Nai Pan

- Temple budiste și alte lăcașuri de cult:
  - Templul chinez
  - Wat Paa Sang Tham
  - Wat Samai Kongka
  - Wat Maduea Wan
  - Wat Pho si Sauna herbală
  - Wat Phu Khao Noi
  - Wat Ampawa
  - Wat Chaloklum
  - Biserica ortodoxă rusă Sf.Serafim din Sarov (inaugurată în 2017)

## Evenimente
Parties ale lunii datează în insulă din anii 1980.
- Sărbătoarea Lunii Pline - Full Moon Party - festival lunar de muzică, mai ales electronică,techno, deep, trance, house, progressive etc. și dans, are loc lunar pe litoralul peninsulei Hat Rin Nok, atrage circa 30 000 de participanți
- Sărbătoarea Semilunii - Half Moon Party - se ține bi-lunar la primul și al doilea pătrar de lună, în jungla din Ban Tai
- Oxa Beach Party - sărbătoare săptămânală - se ține pe o plajă părăsită, la care accesul se face prin tuk tuk, taxi sau biciclete

## În media artistică
- 1989 - Un cântec numit Ko Pha-ngan din albumul The Bits Between The Bits al formației britanice de rock psihedelic Ozric Tentacles
- 1996 - În romanul The Beach de Alex Garland insula Ko Phan-ngan ocupă un loc însemnat.

Insula este menționată sub numele de Ko Panian și orașul Thong Sala în filmul The Beach (2000) realizat de Danny Boyle cu participarea lui Leonardo DiCaprio.
- 2006 - Insula e pomenită și în cântecul Magick al formației brtianice de new rave Klaxons - probabil ca referință la cartea The Beach.
- Insula Ko Pha-ngan este menționată și în cântecul  Vision in Blue  din albumul The Golden Ratio al formației Ace of Base
- 2012 - Cântecul Kopanang al DJ-ului Ashley Wallbridge
- 2016 Formația israeliană Infected Mushroom a colaborat cu formația Hatikva 6 în realizarea cântecului „Hotel Koh Phangan”